# 大衛·伯伊·史密斯
英國牛頭犬（英語：British Bulldog，1962年11月27日—2002年5月18日），本名大衛·伯伊·史密斯（英語：David Boy Smith），是英國已故的職業摔角選手。英國牛頭犬最出名的時期是待在牛仔摔角、世界摔角聯盟及世界冠軍摔角。

## 冠軍及成就

### 新英格蘭職業摔角名人堂（英语：New England Pro Wrestling Hall of Fame）
- 新英格蘭職業摔角名人堂（2014年）

### 職業摔角畫報
- PWI年度最佳賽事（1992年；於夏日衝擊1992（英语：SummerSlam (1992)）對上布雷特·哈特）
- PWI 500-第15名（1993年）[3]
- PWI Years（個人）-第53名（2003年）[4]
- PWI Years（團體）-第5名（2003年；與炸藥小子（英语：Dynamite Kid））
- PWI Years（團體）-第84名（2003年；與歐文·哈特）[5]

### 世界摔角聯盟
- WWF歐洲冠軍（兩次）[6][7]
- WWF硬蕊冠軍（兩次）[8]
- WWF洲際冠軍（一次）[9]
- WWF世界雙打冠軍（兩次；與炸藥小子一次、與歐文·哈特一次）[10][11]

### 摔角觀察通訊獎（英语：Wrestling Observer Newsletter awards）
- 年度最佳摔角動作（1984年）
- 年度最佳宿敵（1997年；與布雷特·哈特、歐文·哈特、吉姆·奈哈德及布萊恩·菲爾曼對上冷石·史蒂夫·奧斯汀）
- 年度雙打組合（1985年；與炸藥小子）